# Heizmannia aurea
Heizmannia aurea är en tvåvingeart som beskrevs av Steffen Lambert Brug 1932. Heizmannia aurea ingår i släktet Heizmannia och familjen stickmyggor. Inga underarter finns listade i Catalogue of Life.